# مسیحیت در عربستان سعودی

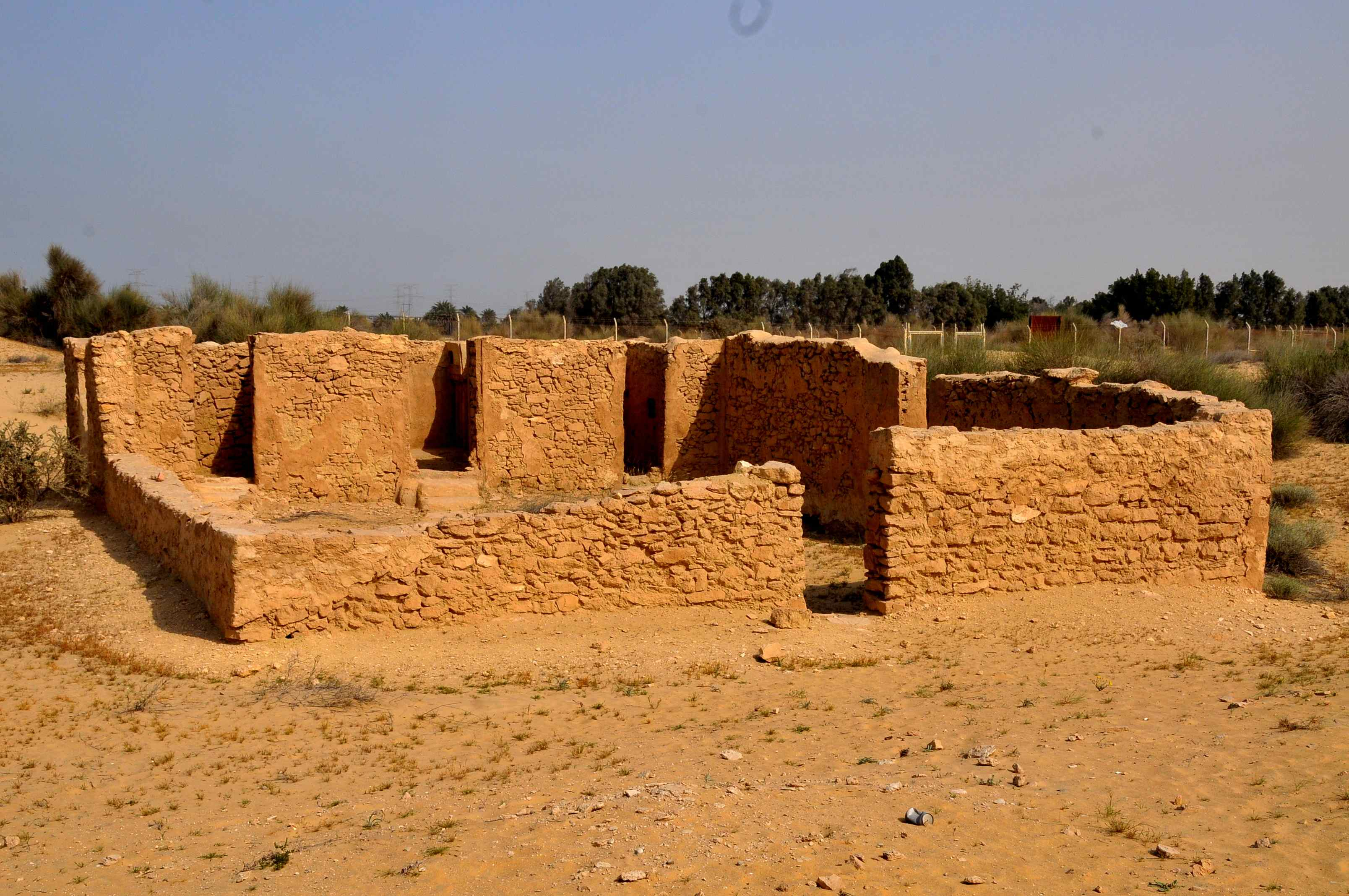
کلیسای جبیل، ساختمان کلیسای نسطوری باستانی (سدهٔ چهارم) در نزدیکی جبیل، عربستان سعودی

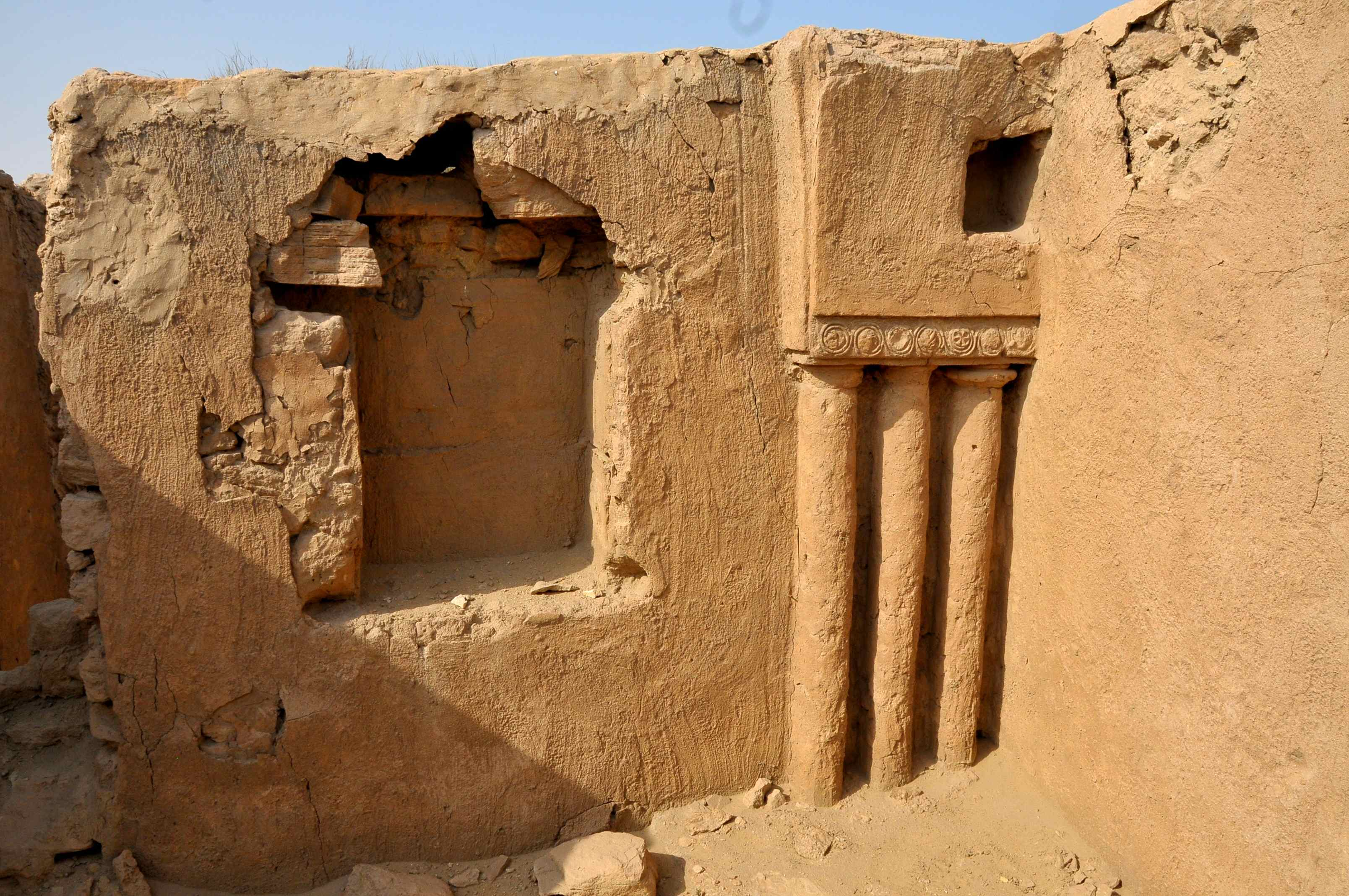
ویرانه‌های کلیسای نسطوری در جبیل.

در عربستان سعودی به سختی می‌توان ریزگان آمار پیروان دین‌های گوناگون را به دست آورد، ولی باور بر این است که نزدیک به ۱٫۸ میلیون مسیحی که بیشترشان فیلیپینی‌اند در عربستان سعودی زندگی می‌کنند. گزارش شده است که مسیحیان در عربستان سعودی چه آنها که در خارج زاده شدند و چه نوکیشان بومی با تبعیض گسترده رویارو هستند.
مسیحیان پیش از دوره محمد در سده هفتم (میلادی) در عربستان کلیساهایی گشوده‌بودند. بازرگانان عرب باستان برای دادوستد به اورشلیم می‌رفتند و آنجا انجیل را از پطرس قدیس شنیدند (اعمال رسولان ۲:۱۱) و پولس رسول چندین سال را در عربستان گذراند (غلاطیان ۱:۱۷) که بعداً از سوی سنت توماس که به عربستان، ایران و بعداً به شبه قاره هند سفر داشت تقویت شد.
یکی از کهن‌ترین سازه‌های کلیسا که به کلیسای جبیل ناموَر است، در عربستان سعودی جای دارد و پیرامون سده هفتم (میلادی) ساخته شده است.
برخی از بخش‌های عربستان سعودی مانند نجران سده‌های هفتم تا دهم میلادی (یعنی زمانی که بیشتر مسیحیان رانده شده یا به اسلام گرویده یا از راه دریا به آسیا کوچیده بودند) عمدتاً دین مسیحی داشتند.
برخی از مسیحیان عرب که بجا مانده بودند پنهانی زندگی می‌کردند. برخی از قبایل عرب مانند بنی تغلب و بنی تمیم از مسیحیت پیروی کردند.
مسیحیت عرب باستان تا اندازهٔ فراوانی از این سرزمین ناپدید شده است. چرایی آن دستور مستقیم محمد برای زدودن یهودیان و مسیحیان از عربستان است.
صحیح مسلم ۱۷۶۷
از عمر خطاب روایت شده است که از پیامبر شنید که می‌فرمود: «یهود و نصاری را از جزیرة العرب بیرون می‌کنم و جز مسلمانی بجا نمی‌گذارم».
مسند احمد ۲۰۱
جابر بن عبدالله گفت: عمر بن خطاب به من گفت که از پیامبر شنیدم که می‌فرمود:من بی گمان یهودیان و مسیحیان را از شبه جزیره عربستان بیرون خواهم کرد تا کسی جز مسلمانان را بجا نگذارم.
مسند احمد ۲۱۵
از عمر رضی الله عنه روایت شده است که گفت اگر زنده باشم انشاءالله یهودیان و مسیحیان را از جزیرة العرب بیرون خواهم کرد.

## رویداد جده
در ۱۵ ژوئن ۱۸۵۸، ۲۱ تن از مسیحی‌های جده، که در آن زمان یک شهر عثمانی با ۵۰۰۰ باشندهٔ عمدتاً مسلمان بود، از جمله کنسول‌های فرانسه و بریتانیا از سوی صدها نفر از حضرمی‌ها (تیره‌ای که ریشه‌شان جنوب عربستان می‌رسد) کشته شدند.
بیست و چهار نفر دیگر، بیشتر یونانی و لوانتینی، برخی «تحت حمایت بریتانیا» در کنارِ دختر کنسول فرانسه و مترجم فرانسوی، هر دو به سختی زخمی شدند، و برخی با شنا به سمت کشتی اچ‌ام‌اس سیکلوپ گریختند و به آن پناه بردند.
کنسرن جهانی مسیحی (ICC) به آنچه به عنوان بازداشت ۱۱ مسیحی در عربستان سعودی در سال ۲۰۰۱ در پی انجام آیین‌های دینی خود در خانه‌هایشان گزارش داد، خرده گرفت.
در ژوئن ۲۰۰۴، دست کم ۴۶ مسیحی طی چیزی که دادگاه کیفری بین‌المللی از آن با واژگان «کار شبه کشتار» از سوی پلیس سعودی نام برد، دستگیر شدند.
این بازداشت‌ها اندکی پس از آن انجام گرفت که رسانه‌ها گزارش دادند که یک قرآن در اردوگاه زندان گوانتانامو خوار داشته شده است.

## پیروان امروز
بیش از یک میلیون کاتولیک رومی در عربستان سعودی می‌زیند.
بیشتر آنها فیلیپینی‌های بیرون از کشورشان هستند که در عربستان کار می‌کنند، ولی شهروند این کشور نیستند.
تا سال ۲۰۰۸ درصد مسیحیان از همهٔ شاخه‌ها در میان نزدیک به ۱٫۲ میلیون فیلیپینی در عربستان سعودی پیرامون ۹۰٪ بود. (یعنی ۹۰ درصد فیلیپینی‌های عربستان مسیحی‌اند)
همچنین مسیحیانی از کانادا، ایالات متحده، نیوزیلند، استرالیا، ایتالیا، یونان، کره جنوبی، ایرلند، بریتانیا، هند، چین، پاکستان، سریلانکا، اندونزی، مالزی، تایلند، اتیوپی، نیجریه، کنیا، لبنان، سوریه، اردن، مصر و همچنین شماری از مسیحیان کشورهای جنوب صحرا که در پادشاهی سعودی کار می‌کنند، از باشندگان این کشور هستند.
در عربستان سعودی مسیحیان می‌توانند در جایگاه کارگران خارجی یا گردشگر به این کشور بیایند، ولی نمی‌توانند آیین‌های دینی خود را آشکارا انجام دهند.
عربستان سعودی ابراز می‌کند که ترسایان می‌توانند کارهای دینی خود را نهانی انجام دهند، ولی این امر «نانوشته» است و یورش‌هایی از سوی کمیته امر به معروف و نهی از منکر عربستان سعودی به همین انجام نهانی کارهای دینی رخ می‌دهد، هرچند از هنگام کم شدن اختیارات کمیته در سال ۲۰۱۶، این یورش‌ها کاهش یافته است.
اگرچه کتاب‌های درسی در عربستان از سال ۲۰۰۱ دورنمایه‌های تندرویانه خود را تعدیل کرده‌اند.
ولی هنوز دربردارندهٔ جستارهایی هستند که در جایگاه «برجسته و بزرگ» دسته‌بندی شده‌اند (مانند دروغ‌گو خواندن مسیحیان) و هنوز گسترانندهٔ بیزاری دینی و نابُردباری نسبت به غیرمسلمانان شمرده می‌شوند، همچنین سازمان غیردولتی دیده‌بان حقوق بشر نیز از افزایش سخنان نفرت‌انگیز در برابر مسیحیان از سوی رهبران سعودی گزارش داده است.
مطوعین عربستان سعودی، یا کمیته امر به معروف و نهی از منکر (پلیس دینی) انجام هر دینی جز اسلام را قدغن می‌داند.
گرویدن مسلمان به دین دیگر ارتداد شمرده می‌شود و چنانچه متهم برنگردد با کیفر آویخته شدن به دار رویارو می‌شود.
دولت به روحانیون غیرمسلمان اجازه آمدن به کشور را برای انجام آیین‌های دینی نمی‌دهد.
با این همه، یک پژوهش در سال ۲۰۱۵ برآورد می‌کند که پیرامون ۶۰ هزار ترسایی با پیشینهٔ مسلمانی در این کشور زندگی می‌کنند، اگرچه این بدان معنا نیست که همه آنها شهروند کشور هستند.
مسیحیان و غیرمسلمانانِ دیگر نمی‌توانند به شهر مکه و بخش میانی مدینه یعنی در نزدیکی جاده ملک فیصل، «جادهٔ کمربندی نخست»، بروند.
همچنین در مجتمع آرامکوی ظهران جوامعی مسیحی در مجموعه‌های خارجی‌نشین جای دارد که دربردارندهٔ خدمات دینی مسیحیت می‌باشد.
امروزه هیچ کلیسای رسمی در عربستان سعودی نیست.
به گفتهٔ انجمن نگهداری از میراث معماری جده و شهرداری جده، یک خانهٔ متروکه در بخش البغدادیه، برخلاف افسانه‌ای که در اینترنت پخش شده بود، هرگز یک کلیسای انگلیکان نبوده است.
با این همه، در سال ۱۹۳۰ جده دربردارندهٔ یک آرامگاه غیرمسلمانان بوده است.
ویرانه‌های کلیسای جبیل که در سال ۱۹۸۶ یافت شد، در اصل در پیوند با کلیسای شرق، شاخه‌ای از مسیحیت شرقی در خاورمیانه بود.
بتازگی دولت برای پیشگیری از آمدن گردشگران احتمالی، گِردِ کلیسا دیواری کشیده است.
با این همه، دیوارها از آمدن مردم بومی به درون این کلیسا و آسیب رساندن به ساختمان پیشگیری نکرده است.

## مردم‌نگاری
برپایهٔ آگاهی‌های کانون پژوهشی پیو، مسیحیان عربستان سعودی ۴٫۴ درصد از مردم این کشور هستند ولی درصد شهروندان عربستان سعودی که مسیحی هستند، به طورقانونی صفر است، زیرا عربستان برگشتن از اسلام را ممنوع کرده و آن را با به دار آویختن کیفر می‌دهد.

## بن مایه
- همکاری‌کنندگان ویکی‌پدیا، «Christianity in Saudi Arabia»، ویکی‌پدیای انگلیسی، دانشنامهٔ آزاد (بازیابی ۲۲ اردیبهشت ۱۴۰۱)

1. ↑  "Saudi Arabia". 2009-10-31. Archived from the original on 2009-10-31. Retrieved 2021-02-21.
2. ↑  "First Christian mass held in Saudi Arabia | Amr Emam". AW (به انگلیسی). Retrieved 2021-02-21.
3. ↑  "Bishop of Truro's Independent Review for the Foreign Secretary of FCO Support for Persecuted Christians". Christian Persecution Review. Retrieved 6 September 2021.